# The American Gangster
 For alternative betydninger, se American Gangster (flertydig). (Se også artikler, som begynder med American Gangster)
The American Gangster (dansk: Den Amerikanske Gangster) er en amerikansk krimi-dokumentarfilm fra 1992 instrueret af Ben Burtt og skrevet og produceret af Ray Herbeck Jr. Filmen bliver fortalt af Dennis Farina, som udforsker livet for amerikanske gangstere såsom Pretty Boy Floyd, John Dillinger, Al Capone, og Bugsy Siegel.  Den blev direkte udgivet på VHS i 1992 og senere udgivet som del af et DVD-bokssæt i 2006.

## Baggrund
The American Gangster er en dokumentar, der skildrer dannelsen af den første generation af amerikanske gangstere. Dokumentaren undersøger illegale forretninger såsom gambling, prostitution, and defiance af forbuddet mod alkohol that empowered the gangsters.  Filmen, viser filmoptagelser og fotografirer af gangstere såsom Pretty Boy Floyd, John Dillinger, Al Capone, og Bugsy Siegel.

## Udgivelse
The American Gangster blev udgivet på VHS den 1. juli, 1992.  Dokumentaren, blev senere del af en box set med DVD'er, The Mob Box Set, udgivet den 3. januar, 2006.  Dokumentaren, blev ledsaget af filmklip fra Bugsy (1991), Donnie Brasco (1997), og Snatch (2000).